# Humban-Haltaš II.
Humban-Haltaš II. (* vor 680 v. Chr.; † 31. August 675 v. Chr.) war ein elamitischer König, der von 680 bis 675 v. Chr. regierte. Er ist bisher nur aus einer babylonischen Chronik bekannt. Er war der Sohn von Humban-Haltaš I., seinem Vorgänger.
In Babylonien kämpften zu dieser Zeit die Babylonier und Assyrer um die Vormacht. Diese instabile Situation wurde von dem Herrscher ausgenutzt, so dass man erfährt, dass Humban-Haltaš II. in Mesopotamien einfiel und im Jahr 675 v. Chr. die Stadt Sippar angriff und plünderte. Kurze Zeit später starb Humban-Haltaš II. am 31. August in seinem Palast, ohne krank gewesen zu sein.
| Vorgänger        | Amt                                | Nachfolger |
| ---------------- | ---------------------------------- | ---------- |
| Humban-Haltaš I. | König von Elam 680 bis 675 v. Chr. | Urtak      |